# Râul Porcu, Sădurel
Râul Porcu este un curs de apă, afluent al râului Sădurel. 

## Hărți
- Harta Munții Cibin  Arhivat în 30 martie 2010, la Wayback Machine.
- Harta Munții Lotrului  Arhivat în 6 mai 2008, la Wayback Machine.
- Harta județului Sibiu